# Henk Beernink

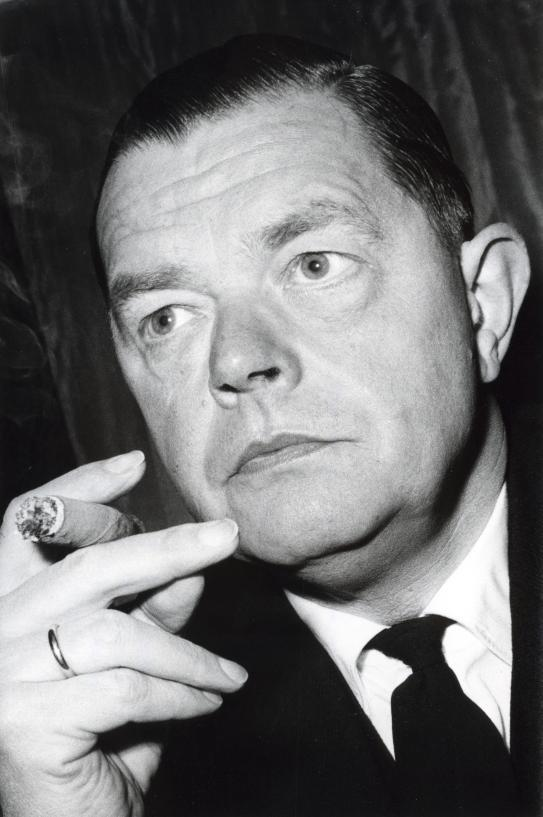
Henk Beernink (1969)

Hendrik „Henk“ Karel Jan Beernink (* 2. Februar 1910 in Maarssen, Provinz Utrecht; † 22. August 1979 in Rijswijk, Provinz Südholland) war ein niederländischer Politiker der Christelijk-Historische Unie (CHU), der mehr als 20 Jahre Mitglied der Zweiten Kammer der Generalstaaten sowie von 1967 bis 1971 Innenminister war.

## Leben

### Studium, berufliche Tätigkeiten und Parteifunktionär
Nach dem Besuch der protestantischen Grundschulen in Maarssen sowie Dordrecht besuchte Beernink von 1922 bis Juni 1928 das Gemeindegymnasium von Dordrecht und absolvierte im Anschluss ein Studium der Rechtswissenschaften an der Reichsuniversität Utrecht, das er im Januar 1932 abschloss.
Anschließend begann er seine berufliche Laufbahn als Beamter in der Kommunalverwaltung und war zuerst Mitarbeiter im Sekretariat der Gemeinde Papendrecht und dann zwischen 1935 und 1939 Leiter des Steueramtes der Gemeinde Almelo. Bereits zu dieser Zeit engagierte er sich in der CHU und wurde 1935 Sekretär des CHU-Verbandes in Papendrecht und gehörte bis 1940 auch dem Geschäftsführenden Vorstand des Jugendverbandes der CHU an.
Danach war er zwischen 1939 und 1945 Leiter des Haupt- und Rechtsamtes der Gemeinde Rijswijk und anschließend dort nach Ende des Zweiten Weltkrieges
von 1945 bis April 1967 Gemeindesekretär.

### Abgeordneter, CHU-Vorsitzender und Minister

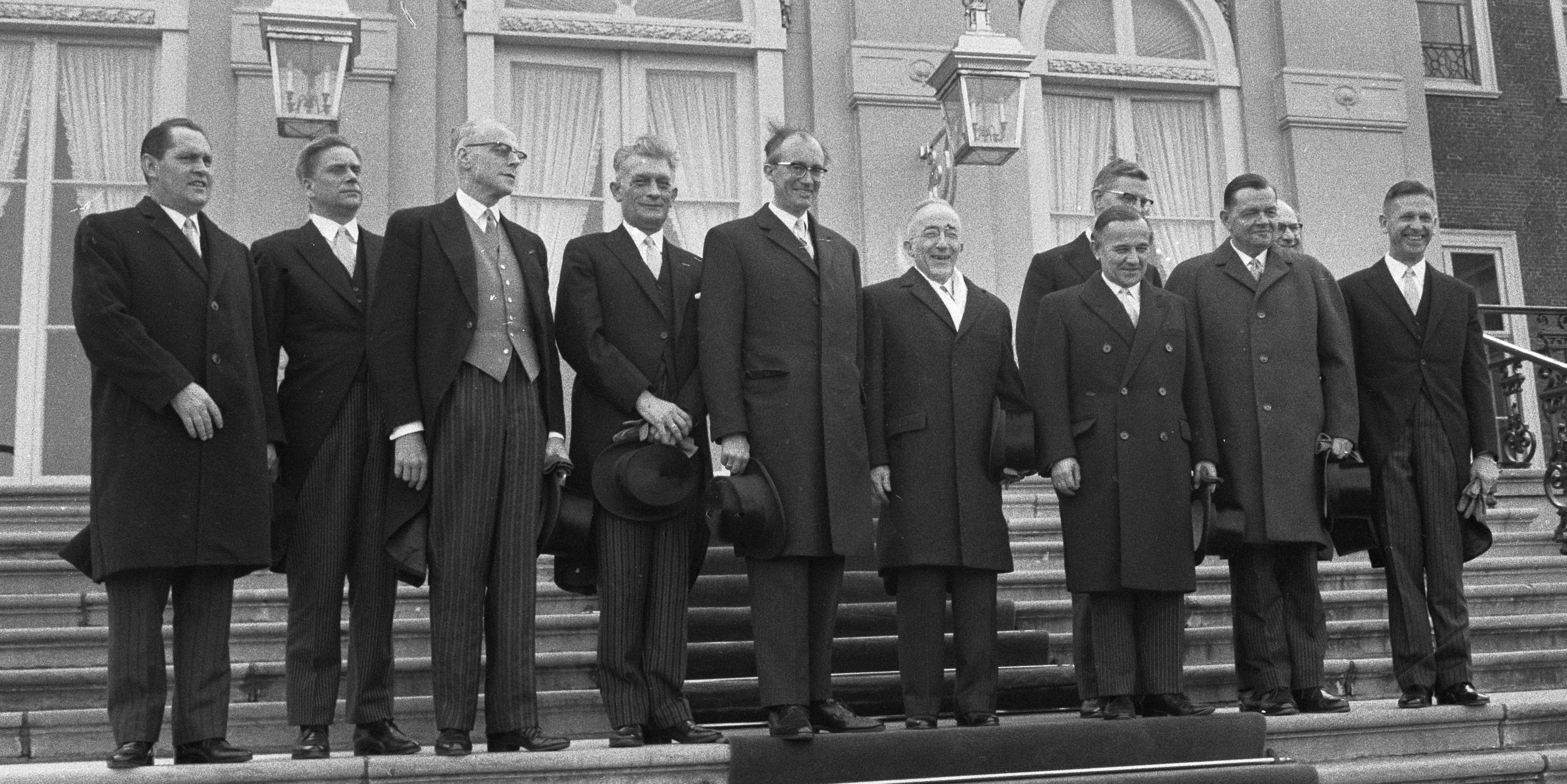
Das Kabinett De Jong bei der Vereidigung am 5. April 1967 vor Huis ten Bosch: Innenminister Beernink (9.v.l.) mit Ministerpräsident Piet de Jong (7.v.l.) und dem weiteren Kabinett

1945 wurde er Vorsitzender des Parteigerichts der CHU Dordrecht und übernahm anschließend von Januar 1946 bis Juli 1958 das Amt des Parteisekretärs der CHU.
Im Juni 1946 wurde er als Kandidat der CHU erstmals zum Mitglied der Zweiten Kammer der Generalstaaten gewählt und gehörte dieser mehr als zwanzig Jahre bis April 1967 an. Während dieser Zeit war er zwischen Juli 1956 und Mai 1963 stellvertretender Vorsitzender der Fraktion.
Am 29. April 1958 wurde Beernink zum Ritter des Ordens vom Niederländischen Löwen ernannt.
Am 9. Juli 1958 wurde er zum Vorsitzenden der CHU gewählt und behielt dieses Amt bis zum 19. März 1966. Beernink, der bei den Wahlen im Mai 1963 und im Februar 1967 jeweils Spitzenkandidat der CHU bei den Parlamentswahlen war, war von Mai 1963 bis April 1967 schließlich selbst Vorsitzender der Fraktion der CHU in der Zweiten Kammer. In dieser Funktion war er zeitgleich auch politischer Führer der Partei.
Am 5. April 1967 wurde er von Ministerpräsident Piet de Jong zum Innenminister in dessen Kabinett berufen und gehörte diesem bis zum Ende von de Jongs Amtszeit am 6. Juli 1971 an.
Aufgrund seiner langjährigen politischen Verdienste wurde er nach seinem Ausscheiden aus der Regierung zum Kommandeur des Ordens von Oranien-Nassau berufen. Wegen seiner Verdienste um die CHU wurde Beernink außerdem am 29. April 1972 zum Ehrenmitglied der Partei ernannt.